# كريم القشطة

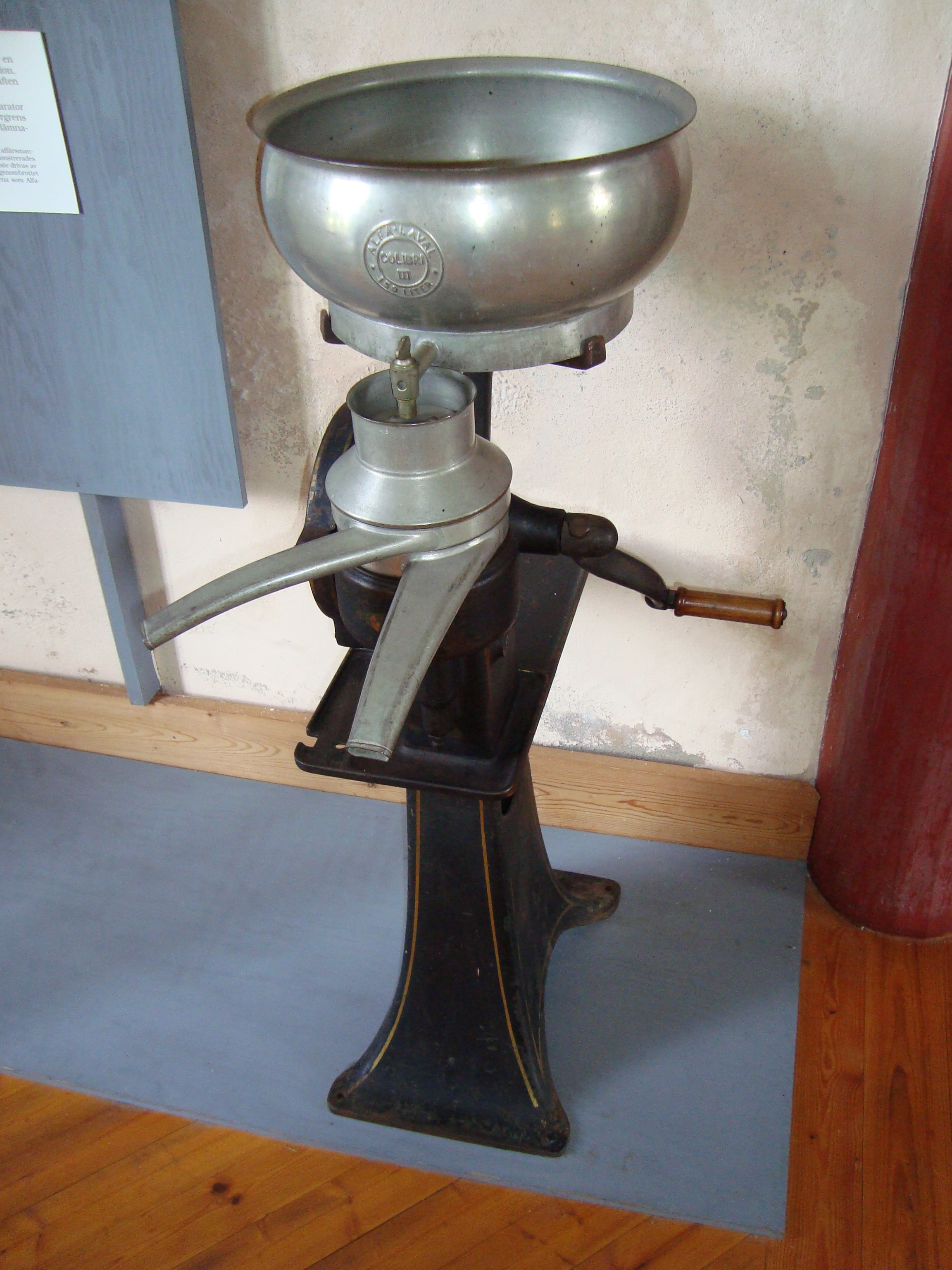

كريم القشطة عبارة عن استعارة لمفاهيم استفزازية تستخدم للإشارة إلى الممارسات التجارية المتصورة لشركة تقدم منتجًا لخدمة للعملاء ذوي القيمة العالية أو العملاء منخفضي التكلفة فقط لهذا المنتج أو الخدمة، بينما تتجاهل العملاء الأقل ربحية بالنسبة للمنتج شركة.
هذا المصطلح مستمد من ممارسة إستخلاص الكريمة من الحليب الطازج في منتجات الألبان، حيث يستخلص الفاصل الكريم ويطفو من الحليب الطازج أو الخام. وقد تم عملها الآن «القشدة» كريم أو أسر بشكل منفصل عن الحليب الطازج.
الفكرة وراء مفهوم القشط الكريمي في الأعمال التجارية هو أن «كريم» ذات قيمة عالية ومنخفض التكلفة للعملاء، الذين هم أكثر ربحية للخدمة سوف يتم الاستحواذ عليهم من قبل بعض الموردين عادة عن طريق فرض رسوم أقل من الأسعار الأعلى السابقة، ولكن لا تزال تحقق ربحًا، تاركة أكثر تكلفة أو أصعب لخدمة العملاء دون الحاجة إلى المنتج أو الخدمة المطلوبة على الإطلاق أو «الإغراق» بها على بعض مزود الخدمة الافتراضي، الذي يبقى مع عدد أقل من العملاء ذوي القيمة الأعلى الذين، في بعض الحالات تقدم إيرادات إضافية لدعم أو خفض تكلفة خدمة العملاء الأعلى تكلفة، وقد يتطلب فقدان العملاء ذوي القيمة الأعلى في الواقع أن يقوم مقدم الخدمة الافتراضي بزيادة الأسعار لتغطية الإيرادات المفقودة، مما يزيد الأمور سوءًا.
ما إذا كانت الآثار السلبية الملحوظة لكريم القشط تحدث بالفعل - أو تحدث فقط في ظروف محدودة - هي مسألة حكم ونقاش.